# Ger Kempe

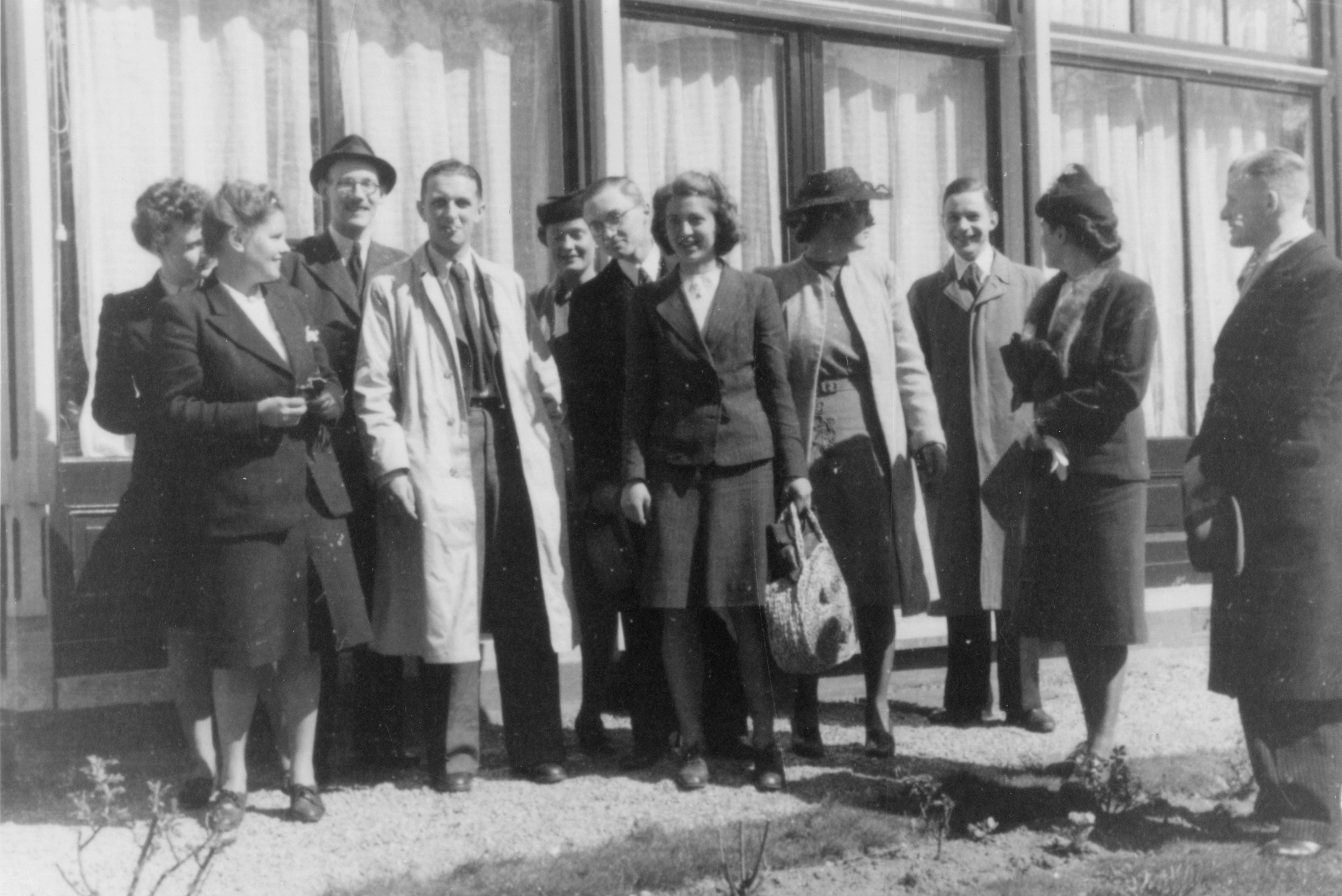
Enkele leden van het Utrechts Kindercomité in april 1944. Ger Kempe is de derde van links.

Gerrit (Ger) Theodoor Kempe (Utrecht, 16 juni 1911 - Utrecht, 26 december 1979) was een Nederlands criminoloog. 

## Levensloop
Kempe studeerde Nederlands recht, waarop hij afstudeerde in 1934 bij Willem Pompe, hoogleraar strafrecht en criminologie in Utrecht. Na zijn promotie in 1937, ook bij Pompe, op het proefschrift Criminaliteit en confessie bleef Kempe zonder onderbreking verbonden aan de Utrechtse universiteit.  

### Tweede Wereldoorlog
Tijdens de Tweede Wereldoorlog was hij lid van het Utrechts Kindercomité, dat zich bezighield met het laten onderduiken van enkele honderden Joodse kinderen. Kempe hield zich actief bezig met het vergaren van bonkaarten en geld. Zo benaderde hij Pieternella Ketel, van wie hij 1600 gulden kreeg. Vanaf 1943 was Kempe ook betrokken bij de verzetsgroep Packard. 
In 1944 deed hij samen met Piet Meerburg een mislukte poging om Gisela Söhnlein en Hetty Voûte te bevrijden uit Kamp Vught. Eind augustus 1944 werd hij zelf gearresteerd, en naar het Huis van Bewaring in Den Bosch gebracht. Zijn zaak werd geseponeerd, waarna hij weer op vrije voeten werd gesteld. 

### Na de oorlog
In 1946 werd hij privaatdocent. In 1949 werd hij benoemd tot buitengewoon hoogleraar in de criminele sociologie, de criminele psychologie en de leer van de straf. 
Kempe was nauw betrokken bij de oprichting van de Psychiatrische Observatiekliniek van het gevangeniswezen (thans: Pieter Baan Centrum). Hij was hoofdbestuurslid van het Nederlands Genootschap tot reclassering en voorzitter van de Dr. F.S. Meyersvereniging.
In 1963 werd hij benoemd tot lid van de Koninklijke Nederlandse Akademie van Wetenschappen (KNAW).
- Biografisch Portaal: 25894303
- Digitale Bibliotheek voor de Nederlandse Letteren: kemp070
- International Standard Name Identifier: 0000 0000 3244 2701
- Library of Congress Control Number: n93035835
- Nederlandse Thesaurus van Auteursnamen: 068241151
- Système universitaire de documentation: 09043322X
- Virtual International Authority File: 7907261
- WorldCat: E39PBJvCJDbKXjRxdB779KYgKd